# Michaił Kaufman
Michaił Kaufman (ros. Михаил Абрамович Кауфман; ur. w 1897 w Białymstoku, zm. w 1979 w Moskwie) – radziecki operator filmowy i fotograf, brat reżysera Dzigi Wiertowa i operatora Borisa Kaufmana.

## Życiorys
Urodził się w Białymstoku, w rodzinie Abla Kaufmana, księgarza pochodzenia żydowskiego i Fajgi z domu Halpern. W roku 1920 przyłączył się do grupy dokumentalistów Kino Oko, której przewodził jego brat Dziga Wiertow. Brał udział jako operator w tworzeniu periodyku Kino Prawda.
W roku 1929 wykonał zdjęcia do filmu Człowiek z kamerą, wyreżyserowanego przez jego brata. Było to największe osiągnięcie Michaiła Kaufmana jako operatora. Film wyróżniał się wieloma innowacyjnymi technikami fotograficznymi. Do historii kinematografii przeszły zrealizowane przez niego ujęcia pędzącego pociągu, pracujących górników czy też zajezdni tramwajowej.

## Filmografia

### Zdjęcia
- 1929 – Człowiek z kamerą (reż. Dziga Wiertow)
- 1928 – Jedenasty (reż. Dziga Wiertow)
- 1927 – Moskwa (reż. Michaił Kaufman)
- 1926 – Szósta część świata (reż. Dziga Wiertow)
- 1924 – Kino-oko (reż. Dziga Wiertow)

### Reżyseria
- 1929 – Wiosna
- 1927 – Moskwa